# Castelo de Vide
Castelo de Vide é uma vila raiana portuguesa no distrito de Portalegre, região do Alentejo e sub-região do Alto Alentejo.
É sede do município de Castelo de Vide com 264,91 km² de área e 3 197 habitantes (2023), subdividido em 4 freguesias. O município é limitado a nordeste por Espanha, a leste pelo município de Marvão, a sul pelo município de Portalegre, a sudoeste pelo município do Crato e a oeste e noroeste pelo município de Nisa.
O carácter romântico da vila de Castelo de Vide, associado aos seus jardins, abundância de vegetação, clima ameno e proximidade da serra de São Mamede, tornou-a conhecida por "Sintra do Alentejo" (esta designação é atribuída ao rei D. Pedro V).

## Freguesias

Freguesias do município de Castelo de Vide.

As freguesias de Castelo de Vide são as seguintes:
- Nossa Senhora da Graça de Póvoa e Meadas
- Santa Maria da Devesa (Castelo de Vide)
- Santiago Maior (Castelo de Vide)
- São João Baptista (Castelo de Vide)

## Património
- Antiga Casa da Câmara (século XV)
- Casa Amarela (século XVIII)
- Casa de Matos (século XIII)
- Castelo medieval (século XIII)
- Fortificações renascentistas (século XVII)
- Paços do Concelho (século XVII)
- Palácio dos Barros Castello-Branco (Séc. XVII)
- Pelourinho (século XVIII)
- Forte de São Roque (século XVIII)
- Judiaria (século XIV)
- Antiga sinagoga (século XIV)
- Burgo medieval (século XIII)
- Arrabaldes medievais (século XIV)
- Santuário de Nossa Senhora da Penha (século XVI)
- Igreja de Santa Maria da Devesa (século XVIII)
- Fonte da Vila (século XVI)
- Fonte da Mealhada (século XVII)
- Fonte de Martinho (século XVII)
- Fonte do Ourives (século XIX)
- Fonte do Montorinho (século XIX)
- Parque João José da Luz (Jardim Grande) (século XIX)
- Jardim Gonçalo Eanes de Abreu (Jardim Pequeno) (século XIX)
- Jardim Garcia de Orta (século XX)
- Jardim Miradouro Penedo Monteiro (século XX)
- Parque 25 de Abril (século XXI)
- Parque Natural da Serra de São Mamede

## Geminações
A vila de Castelo de Vide está geminada com a seguinte cidade:
 Trancoso

## Política

### Eleições autárquicas[8]
| Data | %     | V     | %      | V      | %            | V            | %              | V  | %              | V       | %              | V   | Participação |                |
| Data | PS    | PS    | CDS-PP | CDS-PP | FEPU/APU/CDU | FEPU/APU/CDU | AD             | AD | PPD/PSD        | PPD/PSD | IND            | IND | Participação |                |
| ---- | ----- | ----- | ------ | ------ | ------------ | ------------ | -------------- | -- | -------------- | ------- | -------------- | --- | ------------ | -------------- |
| Data | 1976  | 68,75 | 5      | 12,87  | -            | 10,87        | -              |    |                |         |                |     |              | 68,19 / 100,00 |
| 1979 | 54,78 | 3     | AD     | AD     | 15,75        | 1            | 25,54          | 1  | AD             | AD      | 75,88 / 100,00 |     |              |                |
| 1982 | 65,23 | 4     | AD     | AD     | 13,88        | -            | 13,92          | 1  | AD             | AD      | 72,10 / 100,00 |     |              |                |
| 1985 | 76,83 | 4     |        |        | 17,10        | 1            |                |    |                |         | 70,27 / 100,00 |     |              |                |
| 1989 | 45,16 | 3     | 10,88  | -      | 40,02        | 2            | 72,39 / 100,00 |    |                |         |                |     |              |                |
| 1993 | 43,33 | 3     | 10,99  | -      | 41,27        | 2            | 76,08 / 100,00 |    |                |         |                |     |              |                |
| 1997 | 44,40 | 3     | 2,70   | -      | 7,31         | -            | 41,81          | 2  | 76,28 / 100,00 |         |                |     |              |                |
| 2001 | 41,63 | 2     |        |        | 10,37        | -            | 44,24          | 3  | 75,26 / 100,00 |         |                |     |              |                |
| 2005 | 33,60 | 2     | 1,69   | -      | 6,35         | -            | 55,14          | 3  | 77,24 / 100,00 |         |                |     |              |                |
| 2009 | 28,19 | 2     | 1,45   | -      | 4,10         | -            | 53,23          | 3  | 9,66           | -       | 76,21 / 100,00 |     |              |                |
| 2013 | 31,99 | 2     |        |        | 4,40         | -            | 59,21          | 3  |                |         | 74,13 / 100,00 |     |              |                |
| 2017 | 32,92 | 2     | 1,53   | -      | 4,35         | -            | 57,05          | 3  | 72,90 / 100,00 |         |                |     |              |                |
| 2021 | 42,12 | 2     | 1,20   | -      | 2,86         | -            | 50,40          | 3  | 74,22 / 100,00 |         |                |     |              |                |

### Eleições legislativas

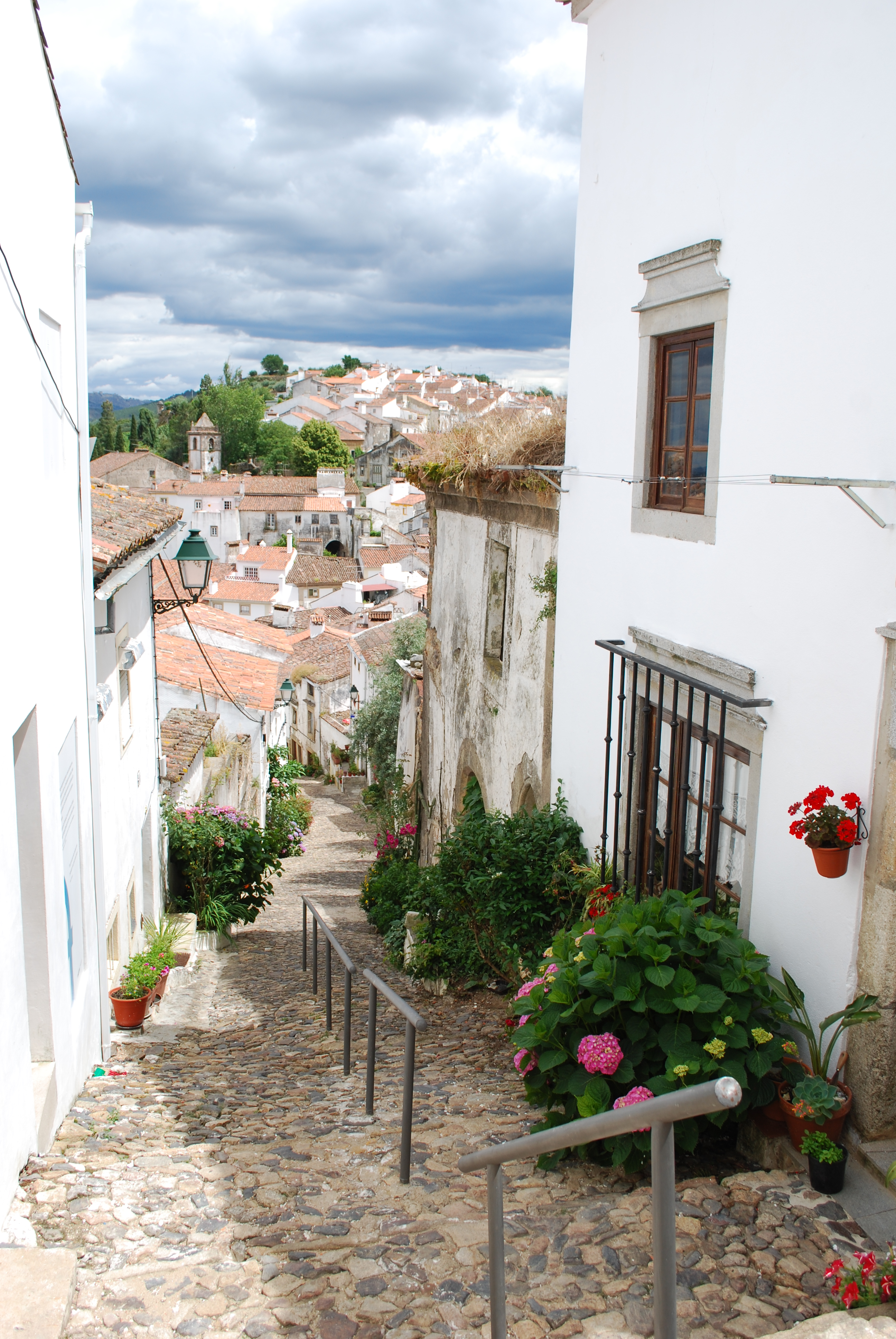
Judiaria de Castelo de Vide

| Data | %     | %     | %     | %     | %     | %     | %        | %     | %    | %     | %    | %   | %       | % | %  | %  |
| Data | PS    | CDS   | PCP   | PSD   | UDP   | AD    | APU/ CDU | FRS   | PRD  | PSN   | B.E. | PAN | PSD CDS | L | CH | IL |
| ---- | ----- | ----- | ----- | ----- | ----- | ----- | -------- | ----- | ---- | ----- | ---- | --- | ------- | - | -- | -- |
| 1976 | 49,30 | 17,29 | 10,51 | 5,32  | 1,56  |       |          |       |      |       |      |     |         |   |    |    |
| 1979 | 39,08 | AD    | APU   | AD    | 2,33  | 30,38 | 17,40    |       |      |       |      |     |         |   |    |    |
| 1980 | FRS   | AD    | APU   | AD    | 1,28  | 29,87 | 15,54    | 42,31 |      |       |      |     |         |   |    |    |
| 1983 | 51,42 | 8,18  | APU   | 15,18 | 0,55  |       | 15,91    |       |      |       |      |     |         |   |    |    |
| 1985 | 30,27 | 4,46  | APU   | 15,35 | 1,17  | 14,71 | 25,18    |       |      |       |      |     |         |   |    |    |
| 1987 | 28,78 | 4,26  | CDU   | 39,70 | 1,06  | 10,49 | 6,65     |       |      |       |      |     |         |   |    |    |
| 1991 | 34,87 | 3,89  | CDU   | 41,43 |       | 8,09  | 1,12     | 2,50  |      |       |      |     |         |   |    |    |
| 1995 | 53,87 | 7,04  | CDU   | 24,43 | 0,81  | 7,58  |          | 0,44  |      |       |      |     |         |   |    |    |
| 1999 | 53,26 | 6,78  | CDU   | 25,34 |       | 7,44  | 0,17     | 2,22  |      |       |      |     |         |   |    |    |
| 2002 | 44,64 | 5,85  | CDU   | 37,25 | 6,71  |       | 2,13     |       |      |       |      |     |         |   |    |    |
| 2005 | 55,48 | 4,02  | CDU   | 24,18 | 5,96  | 5,27  |          |       |      |       |      |     |         |   |    |    |
| 2009 | 37,21 | 7,39  | CDU   | 28,89 | 6,69  | 12,34 |          |       |      |       |      |     |         |   |    |    |
| 2011 | 30,85 | 9,81  | CDU   | 37,55 | 7,38  | 4,80  | 0,54     |       |      |       |      |     |         |   |    |    |
| 2015 | 42,65 | PSD   | CDU   | CDS   | 5,75  | 10,75 | 1,16     | 30,31 | 0,26 |       |      |     |         |   |    |    |
| 2019 | 42,87 | 2,43  | CDU   | 31,83 | 5,05  | 7,01  | 1,90     |       | 0,71 | 0,89  | 0,36 |     |         |   |    |    |
| 2022 | 50,41 | 0,88  | CDU   | 28,86 | 4,22  | 3,21  | 0,82     | 0,44  | 6,30 | 1,26  |      |     |         |   |    |    |
| 2024 | 36,23 | AD    | CDU   | AD    | 28,98 | 3,04  | 4,31     | 0,88  | 1,44 | 17,26 | 1,16 |     |         |   |    |    |

## Personalidades Ilustres
- José Xavier Mouzinho da Silveira (Castelo de Vide, 12 de Julho de 1780 – Lisboa, 4 de Abril de 1849) foi um estadista, jurisconsulto e político português e uma das personalidades maiores da revolução liberal;
- António Tavares Magessi (Oficial do exército);
- Francisco de Paula Magessi Tavares de Carvalho (militar);
- João de Casal (sacerdote e bispo de Macau);
- José António Serrano (anatomista);
- José Frederico Laranjo (jurista, economista, professor universitário e político);
- Possidónio Mateus Laranjo Coelho (jurista e professor liceal);
- Salgueiro Maia (militar português. Um dos capitães do Exército Português que liderou as forças durante a Revolução de 25 de Abril de 1974);
- Garcia de Orta (médico, autor pioneiro sobre botânica, farmacologia, medicina tropical e antropologia.
- João Adelino Faria (jornalista);
- Ventura Porfírio (pintor).

## Evolução da População do Município
Os Recenseamentos Gerais da população portuguesa, regendo-se pelas orientações internacionais da época (Congresso Internacional de Estatística de Bruxelas de 1853), tiveram lugar a partir de 1864.
De acordo com os dados do INE o distrito de Portalegre registou em 2021 um decréscimo populacional na ordem dos 11,5% relativamente aos resultados do censo de 2011. No concelho de Castelo de Vide esse decréscimo rondou os 8,5%.
| Número de habitantes★                    | Número de habitantes★ | Número de habitantes★ | Número de habitantes★ | Número de habitantes★ | Número de habitantes★ | Número de habitantes★ | Número de habitantes★ | Número de habitantes★ | Número de habitantes★ | Número de habitantes★ | Número de habitantes★ | Número de habitantes★ | Número de habitantes★ | Número de habitantes★ | Número de habitantes★ |
| ---------------------------------------- | --------------------- | --------------------- | --------------------- | --------------------- | --------------------- | --------------------- | --------------------- | --------------------- | --------------------- | --------------------- | --------------------- | --------------------- | --------------------- | --------------------- | --------------------- |
| 1864                                     | 1878                  | 1890                  | 1900                  | 1911                  | 1920                  | 1930                  | 1940                  | 1950                  | 1960                  | 1970                  | 1981                  | 1991                  | 2001                  | 2011                  | 2021                  |
| 6 257                                    | 6 331                 | 6 689                 | 6 614                 | 6 717                 | 7 067                 | 6 837                 | 7 361                 | 7 178                 | 6 538                 | 4 940                 | 4 187                 | 4 145                 | 3 872                 | 3 407                 | 3 116                 |
| Número de habitantes por Grupo Etário ★★ |                       |                       |                       |                       |                       |                       |                       |                       |                       |                       |                       |                       |                       |                       |                       |
|                                          |                       |                       | 1900                  | 1911                  | 1920                  | 1930                  | 1940                  | 1950                  | 1960                  | 1970                  | 1981                  | 1991                  | 2001                  | 2011                  | 2021                  |
| 0-14 Anos                                | 0-14 Anos             | 0-14 Anos             | 2 059                 | 2 143                 | 2 185                 | 1 910                 | 2 052                 | 1 706                 | 1 354                 | 765                   | 664                   | 583                   | 511                   | 344                   | 295                   |
| 15-24 Anos                               | 15-24 Anos            | 15-24 Anos            | 1 118                 | 1 055                 | 1 200                 | 1 218                 | 1 172                 | 1 192                 | 1 024                 | 575                   | 431                   | 479                   | 410                   | 309                   | 246                   |
| 25-64 Anos                               | 25-64 Anos            | 25-64 Anos            | 2 976                 | 3 043                 | 3 056                 | 3 100                 | 3 397                 | 3 406                 | 3 304                 | 2 670                 | 1 963                 | 1 856                 | 1 792                 | 1 625                 | 1 463                 |
| = ou > 65 Anos                           | = ou > 65 Anos        | = ou > 65 Anos        | 411                   | 471                   | 537                   | 640                   | 638                   | 742                   | 856                   | 930                   | 1 129                 | 1 227                 | 1 159                 | 1 129                 | 1 112                 |

★ Número de habitantes "residentes", ou seja, que tinham a residência oficial neste município à data em que os censos  se realizaram.
★★ De 1900 a 1950 os dados referem-se à população "de facto", ou seja, que estava presente no município à data em que os censos se realizaram. Daí que se registem algumas diferenças relativamente à designada população residente